# Vlag van Libertador General Bernardo O'Higgins

Vlag van Libertador General Bernardo O'Higgins

De vlag van Libertador General Bernardo O'Higgins is een van de regionale symbolen van de Chileense regio Libertador General Bernardo O'Higgins, hoewel alleen de laatste officieel is. In sommige media wordt het vaandel dat wordt gebruikt door de Intendant en de Regionale Raad vaak gebruikt als de regionale vlag, hoewel de status ervan niet is gedefinieerd. De vlag bestaat uit een wit veld met het logo van deze regio.